# گارداسیل
گارداسیل (به انگلیسی: Gardasil) واکسن ساخت شرکت داروسازی آمریکایی مرک اَند کو است که برای پیشگیری انواع مشخصی از ویروس پاپیلومای انسانی کاربرد دارد. گارداسیل در اشکال چهار ظرفیتی (علیه تیپ‌های ۶، ۱۱، ۱۶ و ۱۸) و نه ظرفیتی (علیه تیپ‌های ۶، ۱۱، ۱۶، ۱۸، ۳۱، ۳۳، ۴۵، ۵۲ و ۵۸) به بازار دارویی جهانی عرضه می‌شود.
این واکسن، ساخت شرکت دارویی مرک اند کو. اولین واکسن مورد تأیید اداره مواد غذایی و دارویی ایالات متحده آمریکا برای پیشگیری از سرطان گردن رحم است. ویروس پاپیلوم انسانی عامل ایجاد سرطان گردن رحم است. واکسن گارداسیل، از آلوده شدن فرد به ویروس پاپیلومای انسانی و در نتیجه ابتلا به سرطان دهانه رحم جلوگیری می‌کند. مؤسسه ملی سرطان در آمریکا اعلام داشت که اثربخشی واکسن‌های ضد ویروس اچ‌پی‌وی نزدیک به ۱۰۰٪ بوده و تزریق گسترده آن در سرتاسر جهان، به‌طور بالقوه منجر به کاهش ۹۰ درصدی بروز سرطان دهانه رحم خواهد شد. مؤسسه ملی سرطان همچنین توصیه کرده که تزریق این واکسن‌ها، با غربالگری‌های رایج سرطان دهانهٔ رحم (پاپ اسمیر و غیره) همراه باشد. تزریق برای افراد با آلرژی به مخمر، خانم‌های باردار، کودکان زیر ۹ سال و کسانی که ضعف سیستم ایمنی دارند ممنوع است. زمان تزریق برای دختران ۹ تا ۲۶ سال و زمان تزریق برای پسران ۹ تا ۲۱ سال می‌باشد. در مورد واکسن گارداسیل ۹ تجویز ان در زنان تا سن ۴۵ سالگی و حتی بالاتر هم مؤثر شناخته شده‌است واکسن گارداسیل چهارگانه و واکسن نه گانه گارداسیل در ایران موجود است. واکسن پاپیلوگارد یا واکسن گارداسیل ایرانی دو ظرفیتی نیز موجود است.  واکسن پاپیلوگارد چهارظرفیتی یا گارداسیل ایرانی چهار ظرفیتی در حال سپری کردن مطالعه بالینی است و سال آینده وارد بازار ایران خواهد شد.

## کاربرد
طبق اعلام سازمان غذا و داروی آمریکا در سال ۲۰۱۰، گارداسیل در پیشگیری از سرطان مقعد در افراد ۹ تا ۲۶ سال در اثر انواع مشخصی از ویروس پاپیلومای انسانی خصوصاً تیپ ۶٬۱۱٬۱۶٬۱۸ کاربرد دارد.
این واکسن زگیل‌های موجود را درمان نمی‌کند، اما برای افرادی هم که دچار زگیل شده‌اند توصیه می‌شود زیرا از انواع دیگر ویروس پاپیلومای انسانی که فرد دچار آن نشده‌است جلوگیری می‌کند. واکسن گارداسیل معمولاً قبل از سنین نوجوانی و قبل از شروع فعالیت جنسی توصیه می‌شود.
واکسن گارداسیل در مردان مؤثر است و می‌تواند زگیل تناسلی، سرطان مقعد، آلت و برخی ضایعات پیش سرطانی که توسط انواع خاصی از ویروس پاپیلومای انسانی ایجاد می‌شود محافظت کند. مردانی که با مردان رابطه جنسی داشته باشند بیشتر در معرض بیماری‌های مرتبط با ویروس پاپیلومای انسانی تیپ ۶٬۱۱٬۱۶٬۱۸ و سرطان معقد و آلت تناسلی هستند.

## تزریق
این واکسن در سه اندازه ۰٫۵ میلی لیتری طی ۶ ماه در عضله تزریق می‌شود. تزریق دوم ۱ ماه یا ۲ ماه پس از اولی، و تزریق سوم ۴ ماه بعد تزریق دوم (صفر، یک (دو)، شش) انجام می‌شود. در دختران زیر سن ۱۵ سال تزریق دو دوز واکسن به جای تزریق سه دوز اخیرا تایید شده است .پس از گذشت سه ماه از اولین روز واکسن اثر واکسن ایجاد شده‌است. این واکسن جایگزین آزمایش پاپ اسمیر از نظر سرطان دهانه رحم در زنان نمی‌شود. گارداسیل از همه انواع سرطان‌های دهانه رحم پیشگیری نمی‌کند و به عنوان درمان سرطان‌های رحم و مقعد کاربرد ندارد. انستیتو ملی سرطان ایالات متحده آمریکا تداوم اثر این واکسن برای تیپ ۱۶ و ۱۸ ویروس را هشت سال اعلام کرده که طولانی‌ترین زمانی است که آزمایش و شواهد علمی وجود دارد.

## انواع واکسن
این واکسن در حال حاضر در ۲ نوع عرضه میگردد که شامل نوع ۴ ظرفیتی و ۹ ظرفیتی است که نوع ۴ ظرفیتی آن تیپ های 6 ، 11 ، 16 ، 18 و نوع ۹ ظرفیتی آن تیپ های 6 ، 11 ، 16 ، 18 ، 31 ، 33 ، 45 ، 52 و 58 ویروس HPV را پوشش می‌دهد.
برای مقایسه، واکسن سرواریکس ساخت شرکت بریتانیایی گلاکسواسمیت‌کلاین و واکسن پاپیلوگارد ساخت شرکت نیواد فارمد سلامت دو ظرفیتی بوده و تنها تیپ های ۱۶ و ۱۸ را پوشش می دهد. با این حال این واکسن ها به علت تفاوت در فناوری فرمولاسیون دارای محافظت متقاطع بوده و علیه سایر سویه‌های سرطان‌زا از جمله ۳۱، ۳۳ و ۴۵ ایمنی زایی و محافظت بیشتری نسبت به گارداسیل ۴ در برابر ایجاد بافت پیش‌سرطانی نئوپلازی درون‌اپیتلیومی دهانه رحم با گرید ۲ و بیشتر ایجاد میکند. همچنین برای سرواریکس علیه سویه های ۵۱، ۵۲ و ۵۶ نیز محافظت متقاطع مشاهده شده است.

## عوارض جانبی
طبق گزارش مرکز کنترل و پیشگیری بیماری، ۹۷ درصد عوارض گزارش شده به سامانه گزارش عوارض جانبی واکسن‌ها، شامل عوارض خفیف بوده‌اند و تنها ۳ درصد با عارضه جدی همراه بوده‌اند.

### عوارض کوچک
رایج‌ترین عوارض شامل سردرد، تب، تهوع، سرگیجه، درد در ناحیه تزریق، تورم، خارش، و غش در پانزده دقیقه اولیه پس از تزریق می‌تواند وجود داشته باشد. معمولاً ۱۵ دقیقه پس از انجام واکسن فرد را نگه می‌دارند.
در بروزرسانی که توسط مجله انجمن پزشکی آمریکا با بررسی گزارش‌های عوارض ناشی از واکسیناسیون انجام شده‌است، پس از تزریق ۲۳ میلیون دوز که از ژوئن ۲۰۰۶ تا دسامبر ۲۰۰۸ تزریق شده بود، تنها ۱۲۲۴۴ مورد عوارض جانبی مشاهده شده‌است. مرکز کنترل و پیشگیری بیماری عوارض جانبی واکسن‌های ضد اچ‌پی‌وی را اغلب خفیف اعلام کرده که شایع‌ترین‌شان شامل درد و قرمزی در محل تزریق (بیشترین عارضه)، تب، سردرد یا احساس خستگی، سرگیجه، حالت تهوع و دردهای عضلانی و مفصلی است. چند مورد سنکوپ کوتاه و گذرا نیز گزارش شده‌است و به همین دلیل مرکز کنترل و پیشگیری بیماری و همچنین سازمان غذا و داروی آمریکا به پزشکان و پرستاران توصیه می‌کند که تزریق واکسن را به افراد، در حالتِ نشسته یا خوابیده انجام داده و پس از تزریق، فرد به مدت ۱۵ دقیقه در حالت نشسته بماند و تحت نظر باشد.

### عوارض شدید
عوارض شدید گزارش شده واکسن گارداسیل عبارتند از: ناباروری، کم‌خونی همولیتیک خودایمنی، اریتم مولتی‌فرم، واسکولیت، ترومبوسایتوپنی پورپورا، التهاب حاد منتشره مغزی، میلیت عرضی، آتاکسی حاد مغزی، سندرم گیلن باره، لوپوس اریتماتوس سیستمیک، اسکلروز جانبی آمیوتروفیک(ALS) میلین‌زدایی سیستم عصبی مرکزی، ام‌اس به ویژه در کودکان، التهاب عصب بینایی، التهاب روده، پانکراتیت، هپاتیت خود ایمنی، شوک آنافیلاکسی و مرگ.

## واکسن گارداسیل در بارداری
گارداسیل نباید در دوران بارداری تزریق شود. اگر در زمان فاصله تزریق دوزهای واکسن HPV باردار شدید، ادامه تزریق دوزهای بعدی را متوقف کنید و نگران تاخیر در تزریق واکسن نباشید. پس از زایمان و در زمان شیردهی، می‌توانید دوزهای یادآور واکسن گارداسیل را دریافت کنید.

## اعتراضات به واکسن گارداسیل
- در ایرلند والدین برخی از دختران نوجوانی که بر اثر تزریق واکسن گارداسیل دچار آسیب‌های جدی شده‌اند، گروهی به نام R.E.G.R.E.T (مخفف:Reaction and Effects of Gardasil Resulting in Extreme Trauma) را راه اندازی کرده‌اند. خانواده‌های آسیب دیدگان موفق شدند که در دوبلین تظاهراتی علیه این واکسن انجام دهند.[۴۷]
- در کلمبیا، در تاریخ ۶ آوریل ۲۰۱۵ خانواده‌هایی که دخترانشان پس از تزریق واکسن گارداسیل دچار آسیب دیدگی شده بودند، کارزاری علیه این واکسن به راه انداختند. دو روز بعد در تجمعات روز جهانی زن، عده ای دیگر از زنان کلمبیایی به آنان پیوستند. در حمایت از این حرکت‌ها، یهودا شوئنفلد پزشک و محقق بیماری‌های خود ایمنی اهل اسرائیل در سومین سمپوزیوم بیماری‌های خودایمنی کلمبیا گفت که هیچ‌گاه واکسن گارداسیل را به دخترش توصیه نمی‌کند.[۴۸]
- جسی ونتورا فرماندار سابق ایالت مینه سوتا آمریکا، فاش کرد که ۷۰٪ هزینه‌های تبلیغاتی واکسن گارداسیل از طریق شرکت‌های عظیم داروسازی تأمین می‌شود.[۴۹] مجله دیسکاور در سال ۲۰۱۱ بنیان علمی محکم تری برای تبلیغات شرکت مرک در جهت واکسیناسیون مردها با گارداسیل طلب می‌کند.[۵۰]